# Тримай (пісня Христини Соловій)
«Трима́й» — перший сингл з дебютного альбому Христини Соловій «Жива Вода» (2015). Слова та музику до пісні написала сама співачка.

## Огляд
Продюсером співачки та її пісні виступив Святослав Вакарчук, саунд-продюсером пісні став Милош Єлич, інженером запису — Олександр Костін, інженером зведення — Ігор Пригоровський, а режисером музичного відео — Максим Ксьонда.

## Музичне відео
8 квітня 2015 року в YouTube було представлено музичне відео на цю композицію, яке за декілька днів зібрало більше мільйона переглядів.
В YouTube цей відеокліп станом на квітень 2018 року має більше 18 млн переглядів, що робить його одним із 10 найбільш популярних українських музичних відео.

## Нагороди
| Рік  | Премія | Номінація           | Результат | Дж.   |
| ---- | ------ | ------------------- | --------- | ----- |
| 2016 | YUNA   | Найкращий відеокліп | Перемога  | [ 4 ] |

## Хіт-паради
| Рік  | Чарти                            | Найвища позиція |
| ---- | -------------------------------- | --------------- |
| 2018 | Україна Airplay (Top Radio Hits) | 23              |

| Рік  | Чарти                                | Найвища позиція |
| ---- | ------------------------------------ | --------------- |
| 2017 | Україна Airplay (Top Radio New Hits) | 138             |